# Том Тиквер
Том Тиквер (нім. Tom Tykwer; нар. 23 травня 1965, Вупперталь, Німеччина) —  німецький режисер, сценарист, композитор.

## Біографія
Том Тиквер народився 23 травня 1965 року в Вупперталі. В 11 років зняв перший фільм на плівку «Супер 8». З 1980 року працював в кінотеатрах. З 1988 року укладач програм групи кінотеатрів «Moviemento» в Берліні. З 1990 року зняв кілька фільмів, які отримали досить широку популярність у Німеччині. Після виходу фільму «Біжи, Лоло, біжи» 1998 року добився міжнародного визнання.
2000 року вийшов на екрани «Принцеса і воїн», а 2002 року — «Рай». Ці фільми зробили Тиквера одним з найвідоміших режисерів не лише в Німеччині, а й у Європі. У 2004 зняв одну із новел («Передмістя Сен-Дені») у кіноальманасі «Париже, я люблю тебе».
У вересні 2006 року відбулася прем'єра фільму «Парфумер: Історія одного вбивці» за мотивами знаменитого роману П. Зюскінда «Парфуми». Бюджет фільму склав близько 65 млн. доларів, вельми великий для європейського кіно.
У 2008 закінчив роботу над трилером «Інтернаціональ», а у 2010 зняв німецьку драматичну комедію «Любов утрьох». Наступного року разом з братами Вачовськими працював над екранізацією «Хмарного атласу». 
Том Тиквер пише музику не тільки для своїх, а й інших фільмів. Найвідоміший з них — «Шкереберть»

## Громадська позиція
У 2018 підтримав звернення Європейської кіноакадемії на захист ув'язненого у Росії українського режисера Олега Сенцова

## Фільмографія

### Режисер
- 1990 —  Тому що / Because — короткометражний
- 1992 —  Епілог / Epilog — короткометражний
- 1993 —  Смертельна Марія / Die tödliche Maria
- 1997 —  У зимовій сплячці / Winterschläfer
- 1998 —  Біжи, Лоло, біжи / Lola rennt
- 2000 —  Принцеса і воїн / Der Krieger und die Kaiserin
- 2002 —  Рай / Heaven
- 2004 — Париже, я люблю тебе / Paris, je t'aime (сегмент «X округ: Передмістя Сен-Дені»)
- 2006 — Парфумер: Історія одного вбивці / Das Parfum — Die Geschichte eines Mörders
- 2008 — Інтернаціональ / The International
- 2010 — Любов утрьох / Drei
- 2012 — Хмарний атлас / Cloud Atlas
- 2015 — Восьме чуття / Sense8 (2 епізоди)
- 2016 — Голограма для короля / A Hologram for the King

### Продюсер
- 2004 — Без шуму / Lautlos
- 2006 — Мій друг / Ein Freund von mir
- 2007 — Серце — це темний ліс / Das Herz ist ein dunkler Wald
- 2012 — Хмарний атлас / Cloud Atlas
- 2012 — Напіврозпад Найробі / Nairobi Half Life

### Сценарист
- 1997 —  Життя — це будівництво / Das Leben ist eine Baustelle (разом з Вольфгангом Беккером)
- 1998 — Біжи, Лоло, біжи / Lola rennt
- 2000 — Принцеса і воїн / Der Krieger und die Kaiserin
- 2004 — X округ: Передмістя Сен-Дені — епізод з фільму «Париже, я люблю тебе»
- 2012 — Хмарний атлас / Cloud Atlas